# Harry Myers
Harry Myers (5. září 1882 New Haven – 25. prosince 1938 Hollywood) byl americký filmový a divadelní herec a režisér. Jeho nejvýznamnějším filmovým počinem byla role excentrického a často opilého milionáře ve filmu Světla velkoměsta režiséra Charlieho Chaplina.  K filmování se dostal v roce 1909, když začal pracovat pro amerického filmaře polského původu Siegmunda Lubina, předtím deset let působil jako divadelní herec.
Později spolupracoval se studiem Universal. Režíroval krátkometrážní komedie, ve kterých i sám hrál společně se svou manželkou, herečkou Rosemary Theby. Nejvýznamnějším obdobím jeho herecké dráhy byla 20. léta 20. století, s nástupem éry zvukového filmu začala jeho filmová kariéra upadat.
Myers hrál v 330 filmech v období mezi roky 1908 a 1938 a režíroval 54 filmů v letech 1913 až 1917.

## Výběr z herecké filmografie
- Líc a rub manželství (1924)
- Světla velkoměsta (1931)
- Allez Oop (1934)
- Barbary Coast (19935)
- Dubové palice (1938)
- A Slight Case of Murder (1938)
- The Oklahoma Kid (1939)